# Carla Cabral
Carla Regina Freitas Cabral (Limeira, 21 de octubre de 1976) es una actriz brasileña.

## Biografía
Carla Regina fue descubierta por Walter Avancini y apareció en cuatro titulares director novelas en la Web, por lo general en el reparto principal, ser la heroína romántica en Xica da Silva y el protagonista en Mandacaru.
Ha participado en algún trabajo en la Red Globo, como La Casa de los Siete Mujeres, El Clon, entre otros. Fue el protagonista de sus ojos, en SBT, en las telenovelas Rede Record, como el gran éxito de estas mujeres, tocando la bella cortesana, Lucia, personaje inspirado libremente en una novela de José de Alencar. En un ciudadano brasileño, la esposa del protagonista Antonio Maciel.
En 2004 protagonizó junto a Fábio Assunção, su primer largometraje, Espejo de Agua, dirigido por el renombrado Camurati Carla. La actriz fue elegida para la pieza de cine de Santo Marco Simas, filmada en 2009.
Recientemente, la actriz fue parte del elenco de Bella, la fea, para Rede Record, como Cíntia.

## Filmografía

### Televisión
| Año  | Título                           | Personaje               |
| ---- | -------------------------------- | ----------------------- |
| 1994 | Cuatro por Cuatro                | Jussara                 |
| 1995 | Malhação                         | Jane                    |
| 1995 | Tocaia Grande                    | Diva                    |
| 1996 | Xica da Silva                    | Maria das Dores Gonçalo |
| 1997 | Mandacaru                        | Juliana Guedes          |
| 1998 | Brida                            | Elisa                   |
| 1999 | Chiquinha Gonzaga                | Alice                   |
| 1999 | Andando nas Nuvens               | Ana Paula               |
| 2000 | Marcas da Paixão                 | Guida                   |
| 2001 | El clon                          | Dora                    |
| 2003 | La casa de las siete mujeres     | Tina                    |
| 2003 | Malhação                         | Ana Paula               |
| 2004 | Sus Ojos                         | Marina/Renata           |
| 2005 | Esas mujeres                     | Maria da Glória/ Lúcia  |
| 2006 | Ciudadano brasileño              | Carolina Castanho       |
| 2007 | Guerra e Paz                     | Dorinha                 |
| 2008 | Os Mutantes: Caminhos do Coração | Rainha Formiga          |
| 2009 | Bela,la Fea                      | Cíntia Alcântara        |
| 2013 | José de Egipto                   | Bila                    |
| 2013 | Pecado Mortal                    | Laura Leblon            |

### Cine
| Año  | Título                                       | Personaje       |
| ---- | -------------------------------------------- | --------------- |
| 2003 | O Caminho das Nuvens                         | Actriz mexicana |
| 2004 | Espelho D'água - Viagem ao Rio São Francisco | Celeste         |